# Antonio Salandra

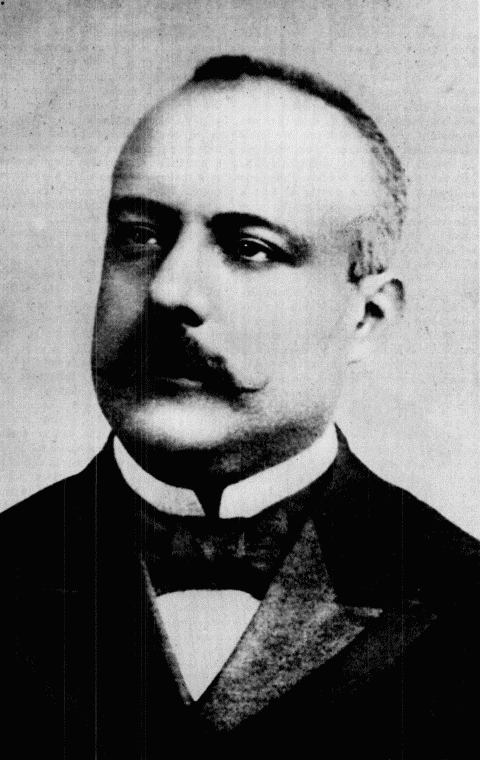
Antonio Salandra.

Antonio Salandra, född 13 augusti 1853 i Troia i Apulien, död 9 december 1931 i Rom, var en italiensk statsman.

## Biografi
Salandra studerade juridik vid universitetet i Neapel, där han blev juris doktor 1875, professor 1876 samt innehade 1879-1914 en lärostol i förvaltningsrätt vid universitet i Rom.
Salandra invaldes 1886 i deputeradekammaren, där han slöt sig till liberalernas högra flygel, den så kallade centern, där han särskilt knöt nära politiska förbindelser med baron Sidney Sonnino.
Han var 1891-1892 understatssekreterare för finansärenden i Rudinìs ministär och 1894-1896 understatssekreterare vid skattkammaren i Crispis andra ministär (under Sonnino som skattkammarminister).
Sonninos inflytande gjorde honom till jordbruks- och handelsminister i ministären Pelloux 1899-1900, och mellan februari och maj 1906 var han finansminister i Sonninos första ministär. Under dennes andra ministär (december 1909-mars 1910) var han skattkammarminister.
Han skilde sig därefter, småningom från Sonninos grupp och närmade sig i stället Giolitti, inom vars stora liberala majoritetsparti han var den främste representanten för den moderata meningsriktning, som ogillade den antiklerikala ivern hos partiets radikaler.
Då Giolitti avgick i mars 1914, bildade Salandra en moderat koncentrationsministär, där han själv övertog inrikesministerportföljen och San Giuliano kvarstod från Giolittis kabinett som utrikesminister.
Vid första världskrigets utbrott i augusti 1914 anlade ministären till en början en avvaktande neutralitetspolitik och sökte av Österrike-Ungern, med åberopande av dess aktion mot Serbien, erhålla kompensationer för den rubbning av status quo på Balkanhalvön, som denna aktion innebar.
Då San Giuliano avled 16 oktober 1914, rekonstruerade Salandra, som provisoriskt övertagit utrikesministerposten, sin ministär med Sonnino som utrikesminister 5 november, och den italienska regeringens politik blev därefter alltmer hätsk gentemot trippelalliansens båda övriga medlemmar.
Förhandlingar om territoriell kompensation för fortsatt italiensk neutralitet fortgick våren 1915 samtidigt  med italiensk upprustning och allt tätare förbindelser med Frankrike och Storbritannien.
Salandra hade redan den 18 oktober 1914 i ett tal proklamerat "den heliga egoismen" (il sacro egoismo) som ledande norm för Italiens politik, och i överensstämmelse med detta genomdrev han och Sonnino 20 maj 1915 parlamentets gillande av väpnad italiensk intervention i kriget.
Dessförinnan hade de 4 maj i Wien förklarat att Italien ansåg sitt alliansfördrag med Österrike-Ungern annullerat och för framtiden ogiltigt. Italien förklarade 23 maj krig mot Österrike-Ungern, och i samband med det avbröts alla diplomatiska förbindelserna med Tyskland.
Uteblivandet av större framgångar under kriget och krigets ogynnsamma påverkan på Italiens ekonomis utsatte flera gånger Salandras ministär för skarpa anfall i deputeradekammaren, särskilt från socialdemokraternas sida, men lyckades länge, när han vädjade till folkrepresentationen, där erhålla förtroendevotum för regeringspolitiken.
Hans ministär fick dock 10 juni 1916, på grund av motgångarna vid fronten, misstroendevotum och avgick 12 juni. Salandra stödde sedan ministärerna Boselli och Orlando. Efter fascistkuppen 1922 framträdde Salandra som en bland de liberale deputeradenas främsta ledare.
I det längsta försökte han samarbeta med Mussolinis regering, men fortsatte vara förespråkare av den parlamentariska styrelseformen. Han var sålunda 1923 Italiens representant i Nationernas förbunds råd (och i delegeradeförsamlingen) samt hade den svåra uppgiften att i rådet försvara Mussolinis Korfupolitik.
Efter mordet på Matteotti i juni 1924 blev Salandras och hans liberala anhängares opposition mot fascistdiktaturen tydligare, och de upphörde att deltaga i deputeradekammarens förhandlingar.

## Utmärkelser
- Riddare av Annunziataorden
- Storkorsriddare av Sankt Mauritius och Sankt Lazarusorden
- Storkorsriddare av Italienska kronorden

[Redigera Wikidata]